# 鰐淵吉広
鰐淵 吉広（わにぶち よしひろ）は、戦国時代から安土桃山時代にかけての武将。朝倉氏の家臣。越前国鰐淵城主。

## 経歴・人物
鰐淵氏は佐々木氏の流れをくむ氏族で、出雲国の出身とされている。時期は不明ながら越前国に移り、朝倉氏の重臣の地位を得たという。
一乗谷朝倉氏遺跡内に地元で「ショーゲドン」と呼ばれる地区があり、大規模な武家屋敷の跡が遺されているが、安波賀春日神社所蔵の「一乗谷古絵図」に「鰐淵将監跡」と記されており、鰐淵氏の一乗谷における住居跡ではないかと考えられている。
永禄7年（1564年）9月、朝倉氏は加賀国に出兵するが、吉広の子と伝えられる鰐淵次郎左衛門も従軍し、9月17日の本折口の合戦で首一つを取る功名を立て、義景から感状を得ている。
『 朝倉始末記』によれば、元亀元年（1570年）4月の織田信長の越前侵攻の際は、300余騎で杉津口を守備したとされる。
比叡山焼き討ち直前の元亀2年（1571年）9月5日、番手として小谷城に詰めていたが、天台座主庁務宛てに書状を送り、護符をもらった礼を述べるとともに小谷周辺の戦況についても報告している。
天正元年8月（1573年9月）の一乗谷城の戦いにて朝倉義景に従い、討死した。子の次郎左衛門も共に討死したが、孫にあたる鰐淵助太郎は丸岡城主となった青山宗勝に仕え、ひ孫にあたる鰐淵小太郎は明暦元年（1655年）に松平昌親（昌明）に仕えるようになったと伝えられている。